# خداحافظ زمین
خداحافظ زمین (انگلیسی: Goodbye Earth; کره‌ای: 종말의 바보) یک مجموعهٔ تلویزیونی محصول کره جنوبی در سال ۲۰۲۴ به نویسندگی جونگ سونگ جو، به کارگردانی کیم جین مین و با بازی آن اون جین، یو آه این، جون سونگ وو و کیم یون هه بر پایه رمان ژاپنی با همین نام اثر کوتارو ایساکا است. این مجموعه در ۲۶ آوریل ۲۰۲۴ در نتفلیکس منتشر شد.

## خلاصه داستان
خداحافظ زمین داستان مردمی را به تصویر می‌کشد که در دنیایی هرج و مرج و پیش از آخرالزمان پیش‌بینی شده و در مدت ۲۰۰ روز مانده تا برخورد زمین و یک سیارک، زندگی می‌کنند.

## بازیگران
- آن اون جین در نقش جین سه کیونگ[۳]
- یو آه این در نقش یون سانگ اون[۳]
- جون سونگ وو در نقش وو سونگ جه[۴]
- کیم یون هه در نقش کانگ این آه[۵]
- کیم کانگ هون در نقش پارک جین سو[۶]

## تولید
در ۱۳ ژانویه ۲۰۲۲، گروه بازیگران توسط تیم سازنده تأیید شد. در مه ۲۰۲۲ گزارش شد که فیلم‌برداری این مجموعه هم‌اکنون در حال انجام است.